# Changement climatique en Antarctique

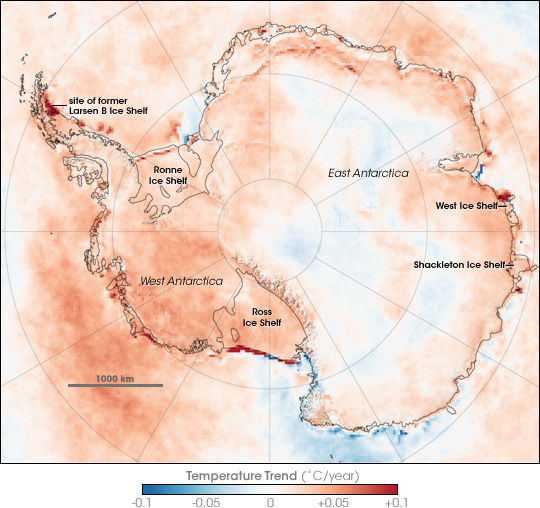
L'évolution de la température de la couche de glace de surface de l'Antarctique entre 1981 et 2007, sur la base d'observations thermiques infrarouge effectuées par une série de capteurs satellitaires de la NOAA.

Le changement climatique causé par les émissions de gaz à effet de serre provenant des activités humaines se produit partout sur Terre, et bien que l'Antarctique y soit moins vulnérable que tout autre continent, on a observé le changement climatique en Antarctique. Depuis 1959, la température moyenne a augmenté de plus de 0,05 °C par décennie sur l'ensemble du continent, bien que cette augmentation ait été inégale. L'Antarctique de l'Ouest s'est réchauffé de plus de 0,1 °C par décennie entre les années 1950 et les années 2000, et la péninsule antarctique exposée s'est réchauffée de 3 °C depuis le milieu du XXe siècle. L'Antarctique de l'Est, plus froid et plus stable, a connu un refroidissement jusqu'aux années 2000. Autour de l'Antarctique, l'océan Austral a absorbé plus de contenu thermique des océans que tout autre océan et a connu un fort réchauffement à des profondeurs inférieures à 2 000 m. Autour de l'Antarctique occidental, l'océan s'est réchauffé de 1 °C depuis 1955.
Le réchauffement de l'océan Austral autour de l'Antarctique a provoqué l'affaiblissement ou l'effondrement des plates-formes glaciaires, qui flottent autour des glaciers et les stabilisent. De nombreux glaciers côtiers ont perdu de la masse et reculé, entraînant une perte annuelle nette de glace dans l'ensemble de l'Antarctique, bien que l'inlandsis Est-Antarctique continue de gagner de la glace à l'intérieur des terres. D'ici 2100, la perte nette de glace de l'Antarctique devrait ajouter environ 11 cm à l'élévation du niveau de la mer à l'échelle mondiale. L'instabilité de l'inlandsis marin pourrait faire augmenter la contribution de l'Antarctique de l'Ouest de plusieurs dizaines de centimètres si elle se déclenche avant 2100. Avec un réchauffement plus important, l'instabilité serait beaucoup plus probable et pourrait doubler l'élévation du niveau de la mer au XXIe siècle.
Les 1 100 à 1 500 milliards de tonnes d'eau de fonte de la glace par an diluent les eaux salines du fond de l'Antarctique, affaiblissant la cellule inférieure de la Southern Ocean overturning circulation (en) (SOOC). Selon certaines recherches, un effondrement complet de la SOOC pourrait se produire entre 1,7 °C (3,1 °F) et 3 °C (5,4 °F) de réchauffement climatique mais les effets complets devraient se produire sur plusieurs siècles ; il s'agit notamment d'une diminution des précipitations dans l'hémisphère sud et d'une augmentation dans l'hémisphère nord, d'un déclin éventuel des pêcheries dans l'océan Austral et d'un effondrement potentiel de certains écosystèmes marins. Bien que de nombreuses espèces antarctiques n'aient pas encore été découvertes, la flore de l'Antarctique a augmenté et la grande faune (en), comme les manchots, a déjà du mal à conserver un habitat adéquat. Sur les terres sans glace, le dégel du pergélisol libère des gaz à effet de serre et de la pollution anciennement gelée.
La calotte glaciaire de l'Antarctique de l'Ouest risque de fondre complètement si les températures ne sont pas réduites de 2 °C (3,6 °F) par rapport aux niveaux de 2020. La perte de cette calotte glaciaire prendrait entre 2 000 et 13 000 ans mais plusieurs siècles d'émissions de gaz à effet de serre élevées pourraient réduire ce délai à 500 ans. Une élévation du niveau de la mer de 3,3 m se produirait si la calotte glaciaire s'effondrait, laissant des calottes glaciaires sur les montagnes, et de 4,3 m si ces calottes fondaient également. Le rebond isostatique pourrait contribuer à une élévation supplémentaire de 1 m du niveau de la mer sur une période de 1 000 ans. L'inlandsis de l'Antarctique de l'Est, beaucoup plus fragile, pourrait ne provoquer qu'une élévation du niveau de la mer de 0,5 m à 0,9 m par rapport au niveau actuel de réchauffement, soit une petite fraction des 53,3 m contenus dans l'ensemble de l'inlandsis. Avec un réchauffement global d'environ 3 °C, des zones vulnérables comme le bassin de Wilkes et le bassin Aurora pourraient s'effondrer sur une période d'environ 2 000 ans, ce qui pourrait augmenter le niveau de la mer de 6,4 m. La fonte et la disparition complètes de l'inlandsis de l'Antarctique de l'Est nécessiteraient au moins 10 000 ans et ne se produiraient que si le réchauffement climatique atteignait 5 °C (9,0 °F) à 10 °C (18 °F).

## Changements de température et de climat

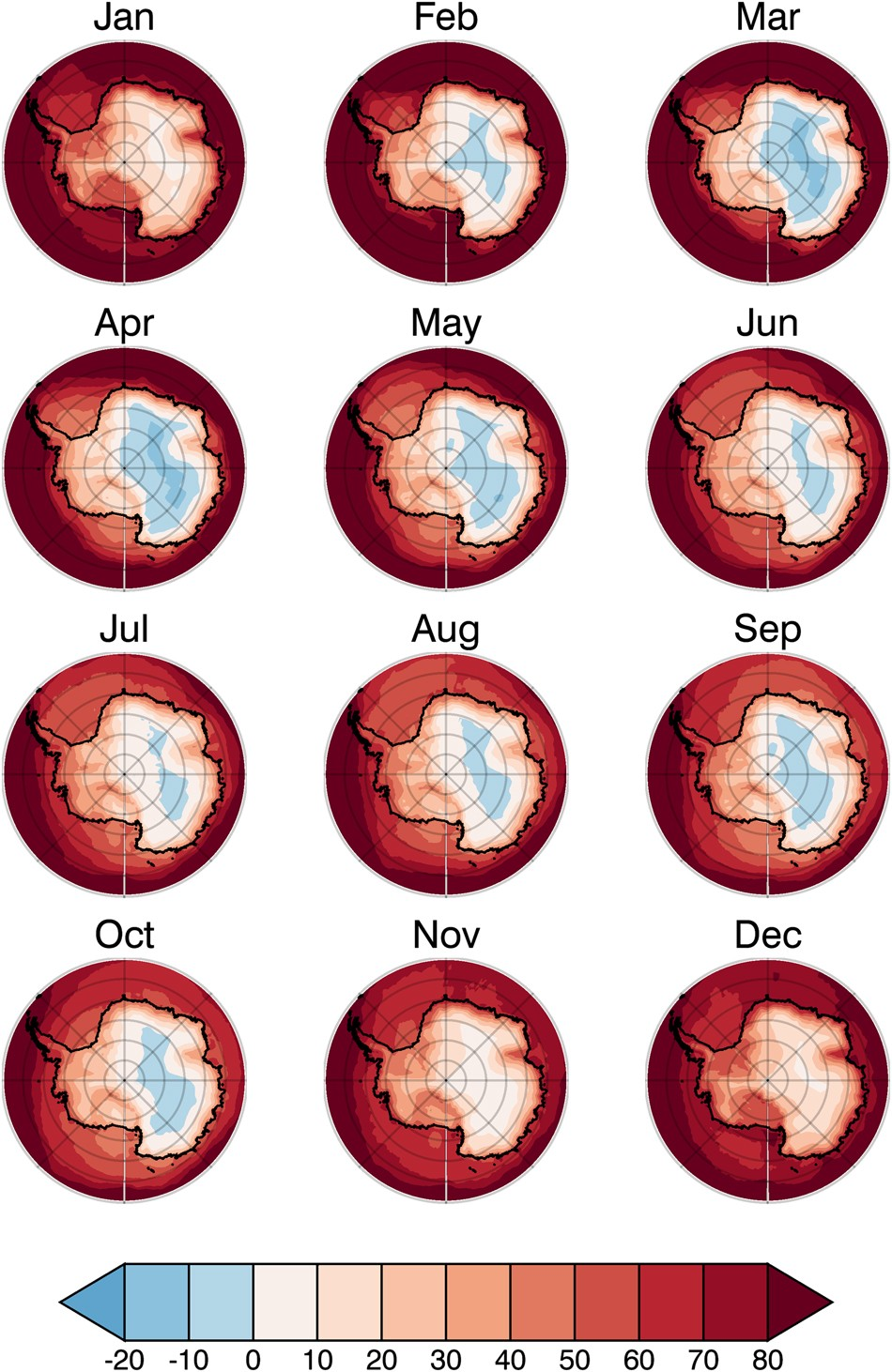
Certaines parties de l'Antarctique de l'Est (marquées en bleu) sont actuellement le seul endroit sur Terre à connaître régulièrement un effet de serre négatif pendant certains mois de l'année. À des niveaux de réchauffement plus élevés, cet effet est susceptible de disparaître en raison de l'augmentation des concentrations de vapeur d'eau au-dessus de l'Antarctique.

L'Antarctique est le continent le plus froid et le plus sec de la planète, et son altitude moyenne est la plus élevée. La sécheresse de l'Antarctique signifie que l'air contient peu de vapeur d'eau et conduit mal la chaleur. L'océan Austral qui entoure le continent est beaucoup plus efficace pour absorber la chaleur que n'importe quel autre océan. La présence de glace de mer étendue toute l'année, qui a un albédo (pouvoir réfléchissant) élevé, s'ajoute à l'albédo de la surface blanche et brillante des calottes glaciaires. La froideur de l'Antarctique signifie qu'il s'agit du seul endroit sur Terre où une inversion de température atmosphérique se produit chaque hiver ; ailleurs sur Terre, l'atmosphère est la plus chaude près de la surface et devient plus froide à mesure que l'altitude augmente. Pendant l'hiver antarctique, la surface de l'Antarctique central devient plus froide que les couches moyennes de l'atmosphère ; cela signifie que les gaz à effet de serre piègent la chaleur dans l'atmosphère moyenne et réduisent son flux vers la surface et vers l'espace, au lieu d'empêcher le flux de chaleur de la basse atmosphère vers les couches supérieures. Cet effet dure jusqu'à la fin de l'hiver antarctique,. Les premiers modèles climatiques prévoyaient que les tendances de la température au-dessus de l'Antarctique se manifesteraient plus lentement et seraient plus subtiles que celles observées ailleurs.
Il y avait moins de vingt stations météorologiques permanentes sur l'ensemble du continent et seulement deux à l'intérieur du continent. Les stations météorologiques automatiques ont été déployées relativement tard et leurs observations ont été brèves pendant la majeure partie du XXe siècle. Les mesures de température par satellite ont commencé en 1981 et sont généralement limitées à des conditions sans nuages. Ainsi, les ensembles de données représentant l'ensemble du continent n'ont commencé à apparaître qu'à la toute fin du XXe siècle. L'exception était la péninsule antarctique, où le réchauffement était prononcé et bien documenté ; on a finalement constaté qu'elle s'était réchauffée de 3 °C (5,4 °F) depuis le milieu du XXe siècle. Sur la base de ces données limitées, plusieurs articles publiés au début des années 2000 ont affirmé qu'il y avait eu un refroidissement général de l'Antarctique continental en dehors de la péninsule,.

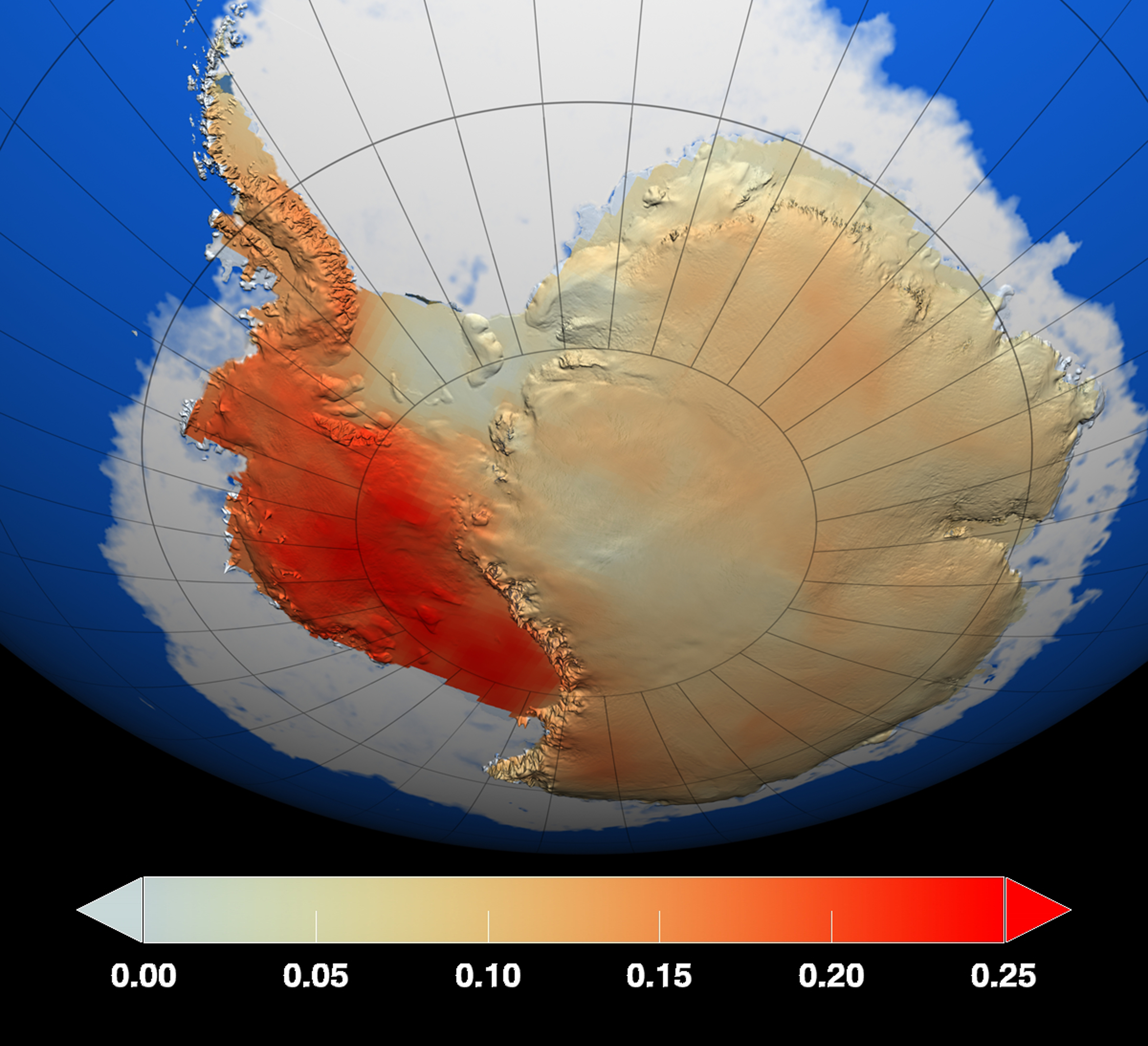
Évolution de la température de surface de l'Antarctique, en °C/décennie. Le rouge représente les zones où les températures ont le plus augmenté depuis les années 1950.

Une analyse réalisée en 2002 sous la direction de Peter Doran (en) a fait l'objet d'une large couverture médiatique après avoir également indiqué un refroidissement plus important qu'un réchauffement entre 1966 et 2000, et constaté que les vallées sèches de McMurdo dans l'Antarctique de l'Est avaient connu un refroidissement de 0,7 °C par décennie, une tendance locale qui a été confirmée par des recherches ultérieures menées à McMurdo. Plusieurs journalistes ont déclaré que ces résultats étaient « contradictoires » avec le réchauffement climatique,,,,,, même si l'article faisait état de données limitées et constatait un réchauffement sur 42 % du continent,,. La controverse sur le refroidissement de l'Antarctique a fait l'objet d'une attention accrue en 2004 lorsque Michael Crichton écrit le roman État d'urgence. Le roman mettait en scène une conspiration fictive entre scientifiques du climat pour falsifier les preuves du réchauffement climatique, et citait l'étude de Doran comme preuve qu'il n'y avait pas de réchauffement en Antarctique en dehors de la péninsule. Relativement peu de scientifiques ont réagi au livre à l'époque, mais il a été mentionné lors d'une audition au Sénat des États-Unis en 2006 pour soutenir le déni du changement climatique. Peter Doran a publié une déclaration dans le New York Times pour dénoncer l'interprétation erronée de son travail. Le British Antarctic Survey et la NASA ont également publié des déclarations affirmant la solidité de la climatologie après l'audition,.
En 2009, les chercheurs ont été en mesure de combiner les données historiques des stations météorologiques avec les mesures satellitaires pour créer des relevés de température cohérents remontant à 1957 et démontrant un réchauffement de plus de 0,05 °C/décennie depuis 1957 sur l'ensemble du continent, avec un refroidissement dans l'Antarctique de l'Est compensé par une augmentation moyenne de la température d'au moins 0,176 ± 0,06 °C par décennie dans l'Antarctique de l'Ouest,. Des recherches ultérieures ont confirmé un net réchauffement de l'Antarctique de l'Ouest au XXe siècle, la seule incertitude portant sur l'ampleur. En 2012-2013, des estimations basées sur les carottes de glace de WAIS Divide et les relevés de température révisés de la station Byrd ont suggéré un réchauffement beaucoup plus important de l'Antarctique occidental de 2,4 °C depuis 1958, soit environ 0,46 °C par décennie,,,, bien qu'il y ait eu des incertitudes à ce sujet. En 2022, une étude a limité le réchauffement de la zone centrale de l'inlandsis Ouest-Antarctique entre 1959 et 2000 à 0,31 °C par décennie et l'a attribué de manière concluante à l'augmentation des concentrations de gaz à effet de serre causée par l'activité humaine.

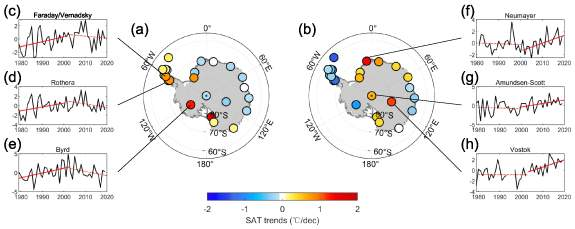
L'Antarctique de l'Est s'est refroidi dans les années 1980 et 1990, alors même que l'Antarctique occidental se réchauffait (à gauche). Cette tendance s'est largement inversée dans les années 2000 et 2010 (à droite).

Entre 2000 et 2020, des changements locaux dans les schémas de circulation atmosphérique tels que l'Interdecadal Pacific oscillation (en) (IPO) et le mode annulaire sud (MAS) ont ralenti ou partiellement inversé le réchauffement de l'Antarctique de l'Ouest, la péninsule antarctique subissant un refroidissement à partir de 2002,,.
Bien qu'une variabilité de ces schémas soit naturelle, la destruction de la couche d'ozone a également conduit le MAS à être plus fort qu'il ne l'avait été au cours des 600 dernières années d'observation. Des études ont prédit une inversion du MAS lorsque la couche d'ozone a commencé à se reconstituer à la suite du protocole de Montréal, à partir de 2002,,, et ces changements sont conformes à leurs prédictions. Alors que ces modèles s'inversaient, l'intérieur de l'Antarctique oriental a connu un net réchauffement au cours de ces deux décennies,. En particulier, le pôle Sud s'est réchauffé de 0,61 ± 0,34 °C par décennie entre 1990 et 2020, soit trois fois la moyenne mondiale,. La tendance au réchauffement à l'échelle de l'Antarctique s'est poursuivie après 2000, et en février 2020, le continent a enregistré sa température la plus élevée, à savoir 18,3 °C, soit un degré de plus que le précédent record de 17,5 °C enregistré en mars 2015.
Les modèles prévoient que dans le scénario de changement climatique le plus intense (en), connu sous le nom de RCP8.5, les températures de l'Antarctique augmenteront de 4 °C (7,2 °F) en moyenne d'ici 2100 ; cette hausse s'accompagnera d'une augmentation de 30 % des précipitations et d'une diminution de 30 % de la glace de mer. Les RCP ont été élaborés à la fin des années 2000, et les recherches menées au début des années 2020 considèrent que le RCP8.5 est beaucoup moins probable que les scénarios plus modérés tels que le RCP 4.5, qui se situent entre le scénario le plus pessimiste et les objectifs de l'Accord de Paris,.

### Effets sur les courants océaniques

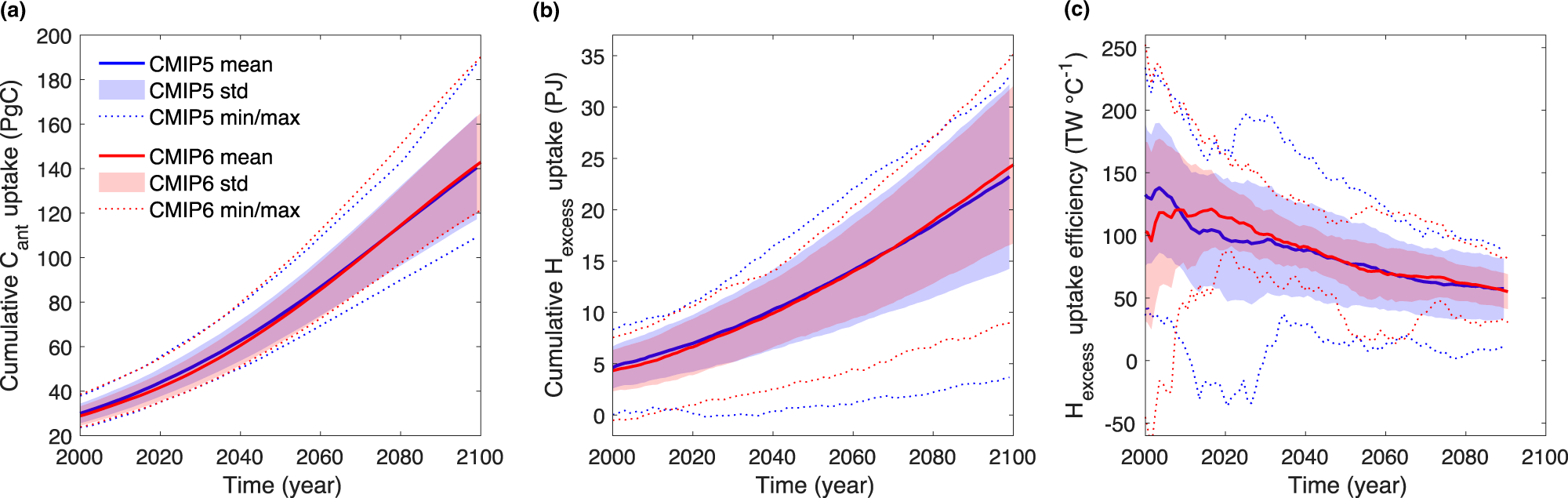
Même dans le cas du scénario de changement climatique le plus intense, qui est actuellement considéré comme improbable,, l'océan Austral continuerait à absorber une quantité croissante de dioxyde de carbone (à gauche) et de chaleur (au milieu) au cours du XXIe siècle. Cependant, elle absorberait une « fraction » plus faible de chaleur (à droite) et d'émissions pour chaque degré de réchauffement supplémentaire par rapport à aujourd'hui,.

Entre 1971 et 2018, plus de 90 % de l'énergie thermique provenant du réchauffement planétaire a pénétré dans les océans. C'est l'océan Austral qui absorbe le plus de chaleur ; après 2005, il a absorbé entre 67 % et 98 % de toute la chaleur entrant dans les océans. La température de la couche supérieure de l'océan dans l'Antarctique de l'Ouest s'est réchauffée de 1 °C (1. 8 °F) depuis 1955, et le courant circumpolaire antarctique (ACC) se réchauffe également plus rapidement que la moyenne. Il s'agit également d'un puits de carbone très important,. Ces propriétés sont liées à la Southern Ocean overturning circulation (en) (SOOC), l'une des moitiés de la circulation thermohaline mondiale. Les estimations sur la date à laquelle le réchauffement climatique atteindra 2 °C (3,6 °F) — inévitable dans tous les scénarios où les émissions de gaz à effet de serre n'ont pas été réduites de manière significative — dépendent de la force de la circulation plus que de tout autre facteur autre que les émissions globales.

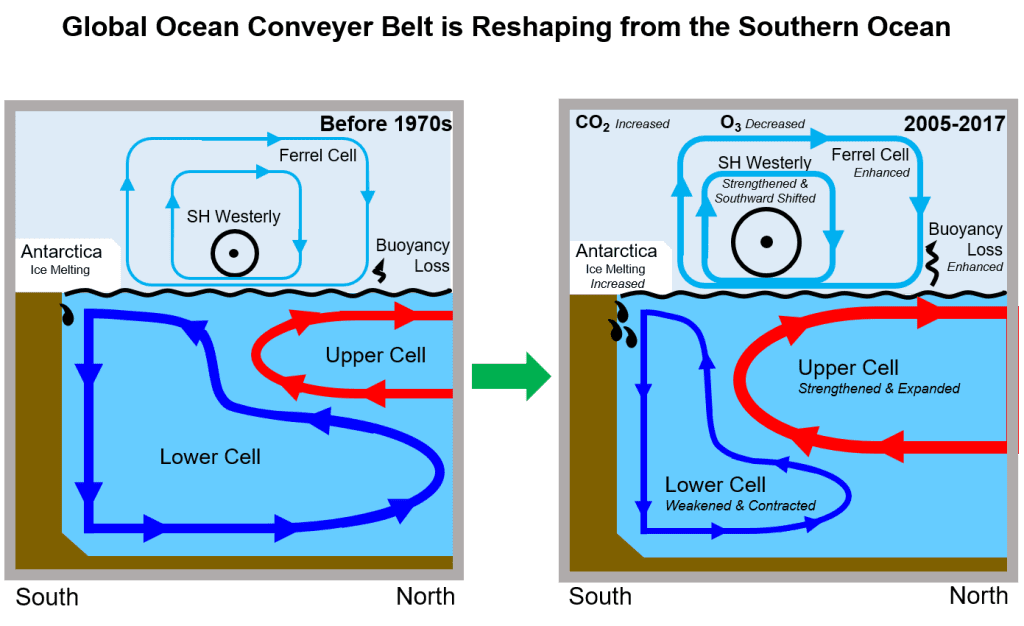
Depuis les années 1970, la cellule supérieure de la circulation s'est renforcée, tandis que la cellule inférieure s'est affaiblie.

La circulation de retournement est composée de deux parties : la cellule supérieure, plus petite, qui est plus fortement affectée par les vents et les précipitations, et la cellule inférieure, plus grande, qui est définie par la température et la salinité des eaux de fond de l'Antarctique. Depuis les années 1970, la cellule supérieure s'est renforcée de 50 à 60 %, tandis que la cellule inférieure s'est affaiblie de 10 à 20 %,. Une partie de ce phénomène est due au cycle naturel de l'oscillation interdécennale du Pacifique (IPO), mais le changement climatique a un effet évident,, car il modifie les vents et les précipitations par le biais de changements dans le mode annulaire sud (MAS). L'eau de fonte fraîche provenant de l'érosion de l'inlandsis Ouest-Antarctique dilue l'eau plus salée du fond de l'Antarctique,, qui s'écoule à un taux de 1100-1500 milliards de tonnes (GT) par an:1240. Au cours des années 2010, une réduction temporaire de la fonte de l'inlandsis dans l'Antarctique occidental a permis le rétablissement partiel des eaux de fond de l'Antarctique et de la cellule inférieure de la circulation. On s'attend à une fonte plus importante et à un nouveau déclin de la circulation à l'avenir.
Comme les eaux de fond s'affaiblissent tandis que le flux d'eaux plus chaudes et plus fraîches se renforce près de la surface, les eaux de surface deviennent plus flottantes et moins susceptibles de couler et de se mélanger aux couches inférieures, ce qui accroît la stratification de l'océan (en),,. Une étude indique que la force de la circulation diminuerait de moitié d'ici 2050 dans le pire des scénarios de changement climatique, et que des pertes plus importantes se produiraient par la suite. Des recherches paléoclimatiques indiquent qu'un tel effondrement pourrait devenir probable lorsque le réchauffement planétaire atteindra entre 1,7 °C et 3 °C, mais cette estimation est beaucoup moins certaine que pour la majorité des points de basculement dans le système climatique. Un tel effondrement serait prolongé ; selon une estimation, il se produirait avant 2300. Comme pour la circulation méridienne de retournement atlantique (AMOC), mieux étudiée, un ralentissement ou un effondrement majeur de la SOOC aurait des effets régionaux et mondiaux considérables. Parmi les effets probables, on peut citer une baisse des précipitations dans les pays de l'hémisphère sud comme l'Australie, une augmentation correspondante des précipitations dans l'hémisphère nord et un déclin éventuel de la pêche dans l'océan Austral, ce qui pourrait conduire à un effondrement potentiel de certains écosystèmes marins. Ces effets devraient se produire sur plusieurs siècles, mais il y a eu peu de recherches jusqu'à présent et peu de détails sont actuellement connus.

## Effets sur la cryosphère

### Changements observés dans la masse glaciaire
Les tendances contrastées des températures dans certaines parties de l'Antarctique signifient que certains endroits, en particulier sur les côtes, perdent de la masse tandis que les endroits plus à l'intérieur des terres continuent d'en gagner. Ces tendances contrastées et l'éloignement de la région rendent difficile l'estimation d'une tendance moyenne. En 2018, un examen systématique de toutes les études et données antérieures réalisé par l'IMBIE (Ice Sheet Mass Balance Inter-comparison Exercise (en)) a estimé que l'inlandsis Ouest-Antarctique était passé de 53 ± 29 Gt (gigatonnes) en 1992 à 159 ± 26 Gt au cours des cinq dernières années de l'étude. Sur la péninsule antarctique, l'étude a estimé une perte de 20 ± 15 Gt par an avec une augmentation de la perte d'environ 15 Gt par an après 2000, dont une quantité importante était la perte de plateaux de glace. L'estimation globale de l'étude était que l'Antarctique a perdu 2 720 ± 1 390 gigatonnes de glace de 1992 à 2017, soit une moyenne de 109 ± 56 Gt par an. Cela équivaudrait à une élévation du niveau de la mer de 7,6 mm.
Une analyse des données de quatre systèmes de satellites de recherche — Envisat, le satellite européen de télédétection, GRACE et GRACE-FO, et ICESat — réalisée en 2021 a indiqué une perte de masse annuelle d'environ 12 Gt entre 2012 et 2016 en raison d'un gain de glace dans l'Antarctique de l'Est beaucoup plus important que prévu, qui a compensé la plupart des pertes de l'Antarctique de l'Ouest. L'inlandsis Est-Antarctique peut encore gagner de la masse malgré le réchauffement, car les effets du changement climatique sur le cycle de l'eau augmentent les précipitations à sa surface, qui gèlent ensuite et contribuent à l'accrétion de glace:1262.

### Pollution par le carbone noir

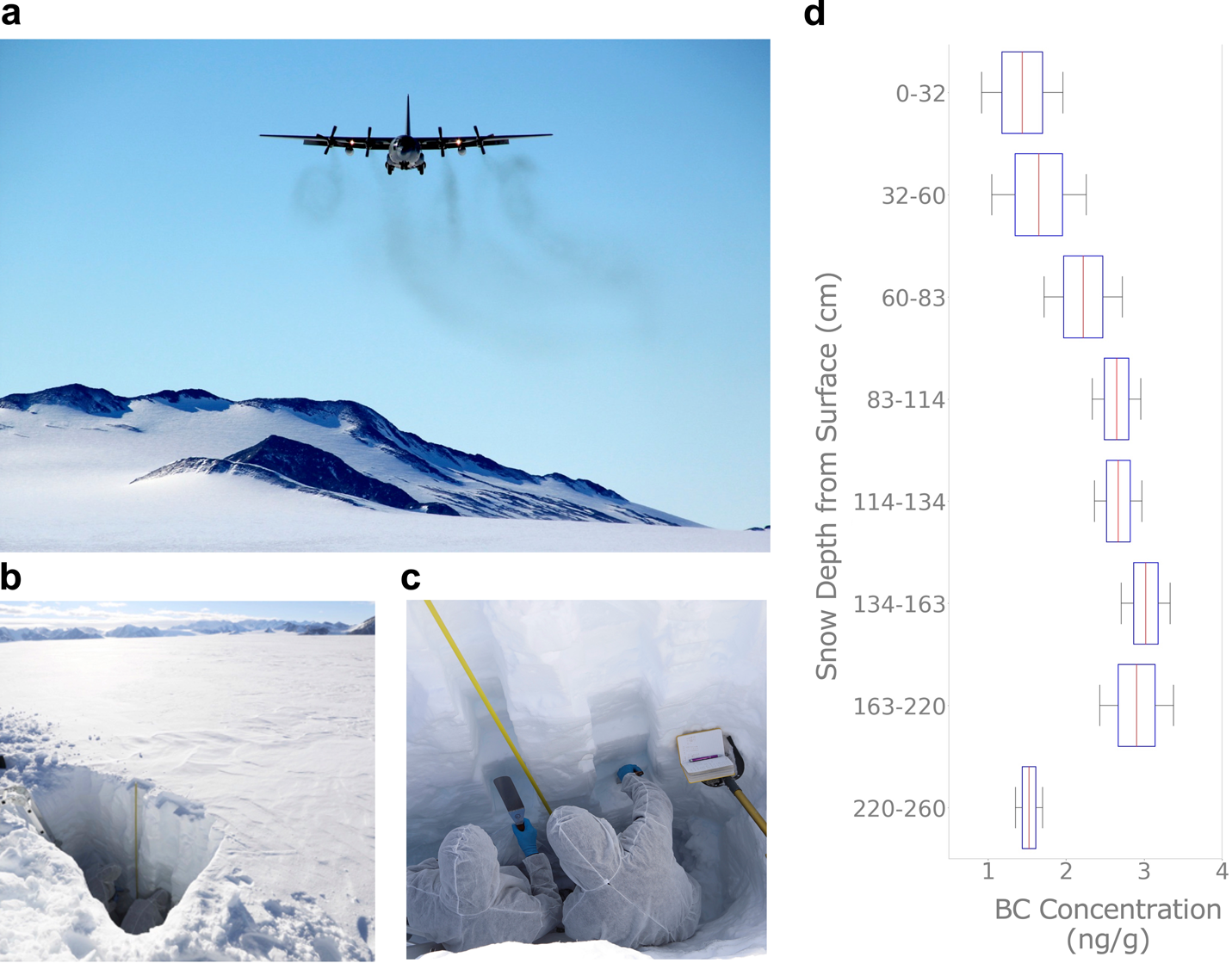
Un avion privé Il-76 atterrit sur une piste de glace à (en haut à gauche), ce qui provoque une augmentation des concentrations de carbone noir dans la neige environnante (à droite), telle qu'observée par la collecte d'échantillons (en bas à gauche).

Le carbone noir issu de la combustion incomplète des carburants est transporté par le vent sur de longues distances. S'il atteint l'Antarctique, le carbone noir s'accumule sur la neige et la glace, réduisant la réflectivité et provoquant l'absorption d'une plus grande quantité d'énergie, ce qui accélère la fonte et peut créer une boucle de rétroaction glace-albédo dans laquelle l'eau de fonte elle-même absorbe plus de chaleur de la lumière du soleil. En raison de son éloignement, l'Antarctique a la neige la plus propre au monde, et certaines recherches indiquent que les effets du carbone noir sur l'Antarctique occidental et oriental sont minimes, avec une réduction de l'albédo d'environ 0,5 % dans une carotte de glace de 47 ans,.
Les plus fortes concentrations de carbone noir se trouvent dans la péninsule antarctique, où l'activité humaine est plus importante qu'ailleurs,. Les dépôts de carbone noir près des sites touristiques courants et des stations de recherche augmentent la fonte saisonnière estivale d'environ 5 à 23 kg de neige par m2.

### Perte de glace et élévation du niveau de la mer auXXIesiècle

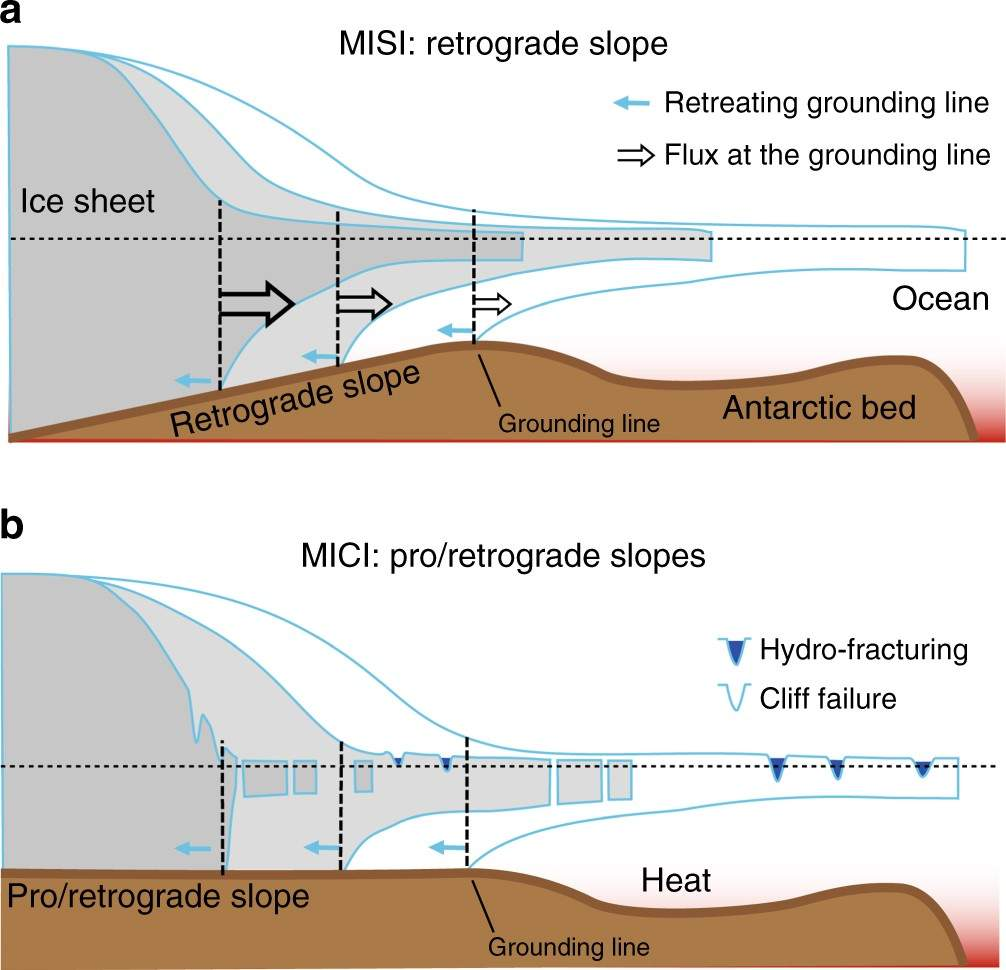
Illustration de la théorie qui sous-tend les instabilités des nappes de glace marine et des falaises de glace marine.

D'ici 2100, la perte nette de glace de l'Antarctique devrait ajouter environ 11 cm à l'élévation du niveau de la mer:1270. D'autres processus peuvent faire en sorte que l'Antarctique occidental contribue davantage à l'élévation du niveau de la mer. L'instabilité de la calotte glaciaire marine permettrait aux courants d'eau chaude de pénétrer entre le plancher océanique et la base de la calotte glaciaire une fois que celle-ci n'est plus assez lourde pour déplacer de tels flux. L'instabilité des falaises glaciaires marines peut entraîner l'effondrement des falaises glaciaires de plus de 100 m de haut sous leur propre poids une fois qu'elles ne sont plus soutenues par les plates-formes glaciaires. Ce processus n'a jamais été observé et n'apparaît que dans certains modèles. D'ici 2100, ces processus pourraient accroître l'élévation du niveau de la mer causée par l'Antarctique de 41 cm dans le cadre du scénario à faibles émissions et de 57 cm dans le cadre du scénario à fortes émissions:1270.
Certains scientifiques ont donné des estimations plus élevées, mais tous s'accordent à dire que la fonte de l'Antarctique aurait un impact plus important et serait beaucoup plus susceptible de se produire dans le cadre de scénarios de réchauffement plus élevés, où elle pourrait doubler l'élévation globale du niveau de la mer au XXIe siècle pour atteindre 2 m ou plus,,. Selon une étude, si l'Accord de Paris est respecté et que le réchauffement climatique est limité à 2 °C, la perte de glace dans l'Antarctique se poursuivra au rythme de 2020 pour le reste du XXIe siècle, mais si une trajectoire menant à 3 °C (5,4 °F) est suivie, la perte de glace en Antarctique s'accélérera après 2060 et commencera à ajouter 0,5 cm par an au niveau mondial des mers d'ici 2100.

### Élévation du niveau de la mer à long terme

Si les pays réduisent considérablement les émissions de gaz à effet de serre (courbe inférieure), l'élévation du niveau de la mer d'ici 2100 peut être limitée à 0,3-0,6 m. Si les émissions s'accélèrent rapidement (courbe supérieure), le niveau de la mer pourrait s'élever de 5 m d'ici l'an 2300. Des niveaux plus élevés d'élévation du niveau de la mer impliqueraient une perte substantielle de glace de l'Antarctique, y compris de l'Antarctique de l'Est.

Le niveau des mers continuera à s'élever bien après 2100, mais à des rythmes potentiellement très différents. Selon les derniers rapports du groupe d'experts intergouvernemental sur l'évolution du climat (SROCC et sixième rapport d'évaluation du GIEC), l'élévation médiane sera de 16 cm et l'élévation maximale de 37 cm dans le cadre d'un scénario à faibles émissions. Le scénario des émissions les plus élevées se traduit par une élévation médiane de 1,46 m, avec un minimum de 60 cm et un maximum de 2,89 m.
À plus long terme, la calotte glaciaire de l'Antarctique de l'Ouest, qui est beaucoup plus petite que la calotte glaciaire de l'Antarctique de l'Est et qui est ancrée profondément sous le niveau de la mer, est considérée comme très vulnérable. La fonte de toute la glace de l'Antarctique occidental porterait l'élévation du niveau de la mer à 4,3 m. Les calottes glaciaires des montagnes qui ne sont pas en contact avec l'eau sont moins vulnérables que la majeure partie de l'inlandsis, qui se trouve sous le niveau de la mer. L'effondrement de la calotte glaciaire de l'Antarctique occidental entraînerait une élévation du niveau de la mer d'environ 3,3 m. Ce type d'effondrement est aujourd'hui considéré comme presque inévitable car il semble s'être produit au cours de l'Eémien, il y a 125 000 ans, lorsque les températures étaient similaires à celles du début du XXIe siècle,,,,. La mer d'Amundsen semble également se réchauffer à des rythmes qui, s'ils se poursuivent, rendent l'effondrement de la calotte glaciaire inévitable,.
Le seul moyen d'inverser la perte de glace de l'Antarctique occidental une fois qu'elle est déclenchée est d'abaisser la température mondiale à 1 °C (1,8 °F) en dessous du niveau préindustriel, à 2 °C (3,6 °F) en dessous de la température de 2020. D'autres chercheurs ont déclaré qu'une intervention d'ingénierie climatique visant à stabiliser les glaciers de la calotte glaciaire pourrait retarder sa perte de plusieurs siècles et donner à l'environnement plus de temps pour s'adapter. Cette proposition est incertaine et constituerait l'un des projets les plus coûteux jamais entrepris,. Sinon, la disparition de la calotte glaciaire de l'Antarctique occidental prendrait environ 2 000 ans. La perte de la glace de l'Antarctique occidental prendrait au moins 500 ans, voire jusqu'à 13 000 ans,. Une fois la calotte glaciaire disparue, le rebond isostatique des terres précédemment couvertes par la calotte glaciaire entraînerait une élévation supplémentaire du niveau de la mer de 1 m au cours des 1 000 années suivantes.

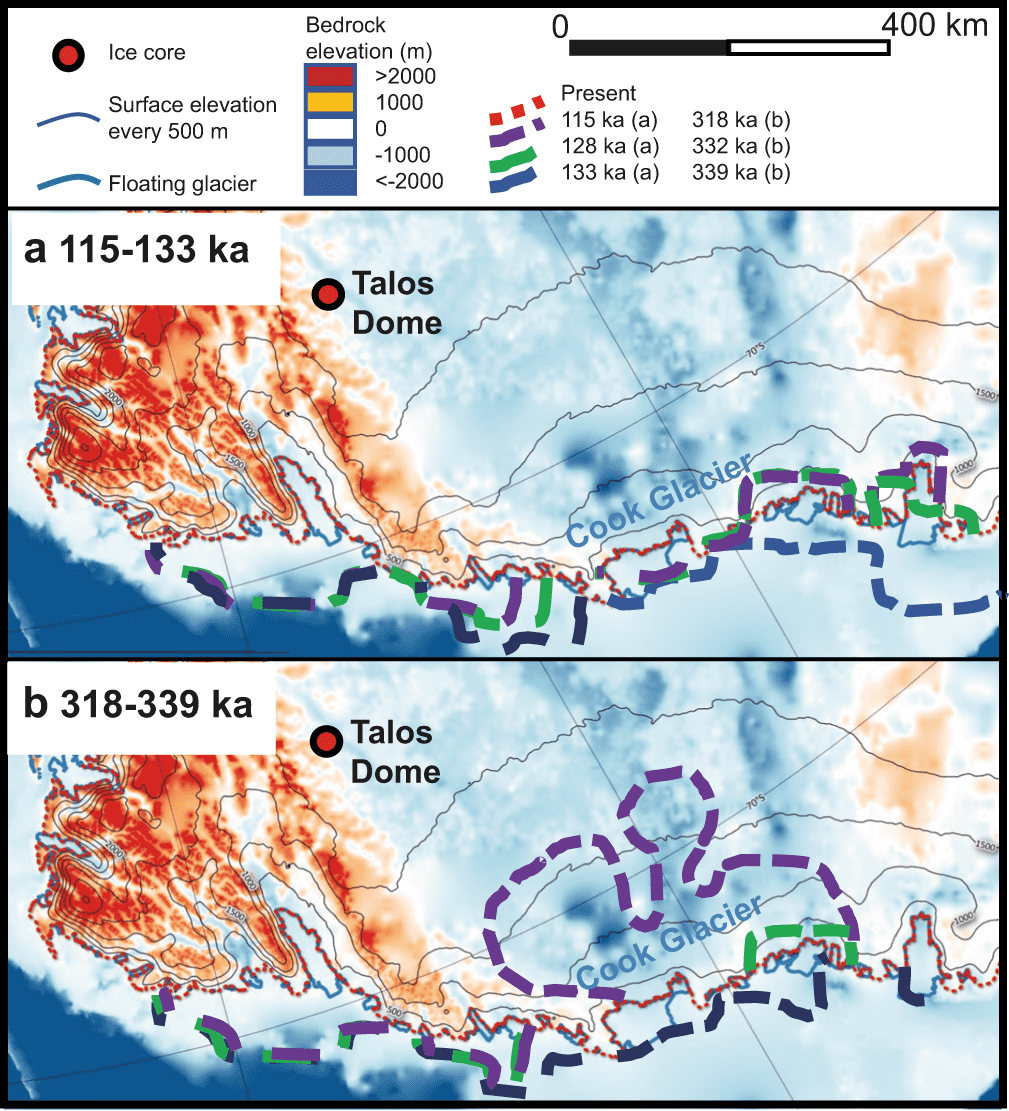
Retrait du glacier Cook - un élément clé du bassin de Wilkes - au cours de l'Eémien. il y a ~120 000 ans et un interglaciaire antérieur Pléistocène il y a ~330 000 ans. Ces reculs auraient ajouté environ 0,5 m et 0,9 m à l'élévation du niveau de la mer.

L'inlandsis de l'Antarctique oriental est beaucoup plus stable que celui de l'Antarctique occidental. La perte de la totalité de l'inlandsis de l'Antarctique de l'Est nécessiterait un réchauffement planétaire compris entre 5 °C et 10 °C, et un minimum de 10 000 ans,. Certaines de ses parties, comme le glacier Totten et le bassin de Wilkes, se trouvent dans des lacs subglaciaires vulnérables qui se situent sous le niveau de la mer. Selon les estimations, la perte irréversible de ces bassins commencerait lorsque le réchauffement climatique atteindrait 3 °C, bien que cette perte puisse devenir irréversible lorsque le réchauffement se situe entre 2 °C et 6 °C. Une fois que le réchauffement climatique aura atteint le seuil critique pour l'effondrement de ces bassins sous-glaciaires, leur disparition se produira probablement sur une période d'environ 2 000 ans, bien qu'elle puisse être aussi rapide que 500 ans ou aussi lente que 10 000 ans,.
La perte de toute cette glace ajouterait entre 1,4 m et 6,4 m au niveau de la mer, selon le modèle de calotte glaciaire utilisé. Le rebond isostatique des terres nouvellement libérées de la glace ajouterait entre 8 cm et 57 cm. Les données du Pléistocène montrent qu'une perte partielle peut se produire à des niveaux de réchauffement plus faibles ; on estime que le bassin de Wilkes a perdu suffisamment de glace pour ajouter 0,5 m au niveau de la mer entre 115 000 et 129 000 ans pendant l'Eémien, et environ 0,9 m entre 318 000 et 339 000 ans pendant le Marine Isotope Stage 9 (en)
.

### Dégel du pergélisol
L'Antarctique a beaucoup moins de pergélisol que l'Arctique et le pergélisol de l'Antarctique est sujet au dégel. Le pergélisol de l'Antarctique piège divers composés, notamment des polluants organiques persistants (POP) tels que les hydrocarbures aromatiques polycycliques, dont beaucoup sont des cancérogènes connus ou peuvent causer des lésions hépatiques, et des biphényles polychlorés tels que l'hexachlorobenzène (HCB) et le DDT, qui sont associés à une diminution du succès de la reproduction et à des troubles immuno-hématologiques. Les sols de l'Antarctique contiennent également des métaux lourds, notamment du mercure, du plomb et du cadmium, qui peuvent tous provoquer des perturbations endocriniennes, des lésions de l'ADN, une immunotoxicité et une toxicité pour la reproduction. Ces composés sont libérés lors du dégel du pergélisol contaminé, ce qui peut modifier la chimie des eaux de surface. La bioaccumulation et la bioamplification répandent ces composés dans le réseau alimentaire. La fonte du pergélisol entraîne également des émissions de gaz à effet de serre, bien que le volume limité du pergélisol antarctique par rapport au pergélisol arctique fait que le pergélisol antarctique n'est pas considéré comme une cause importante du changement climatique.

## Conséquences écologiques

### Écosystèmes marins

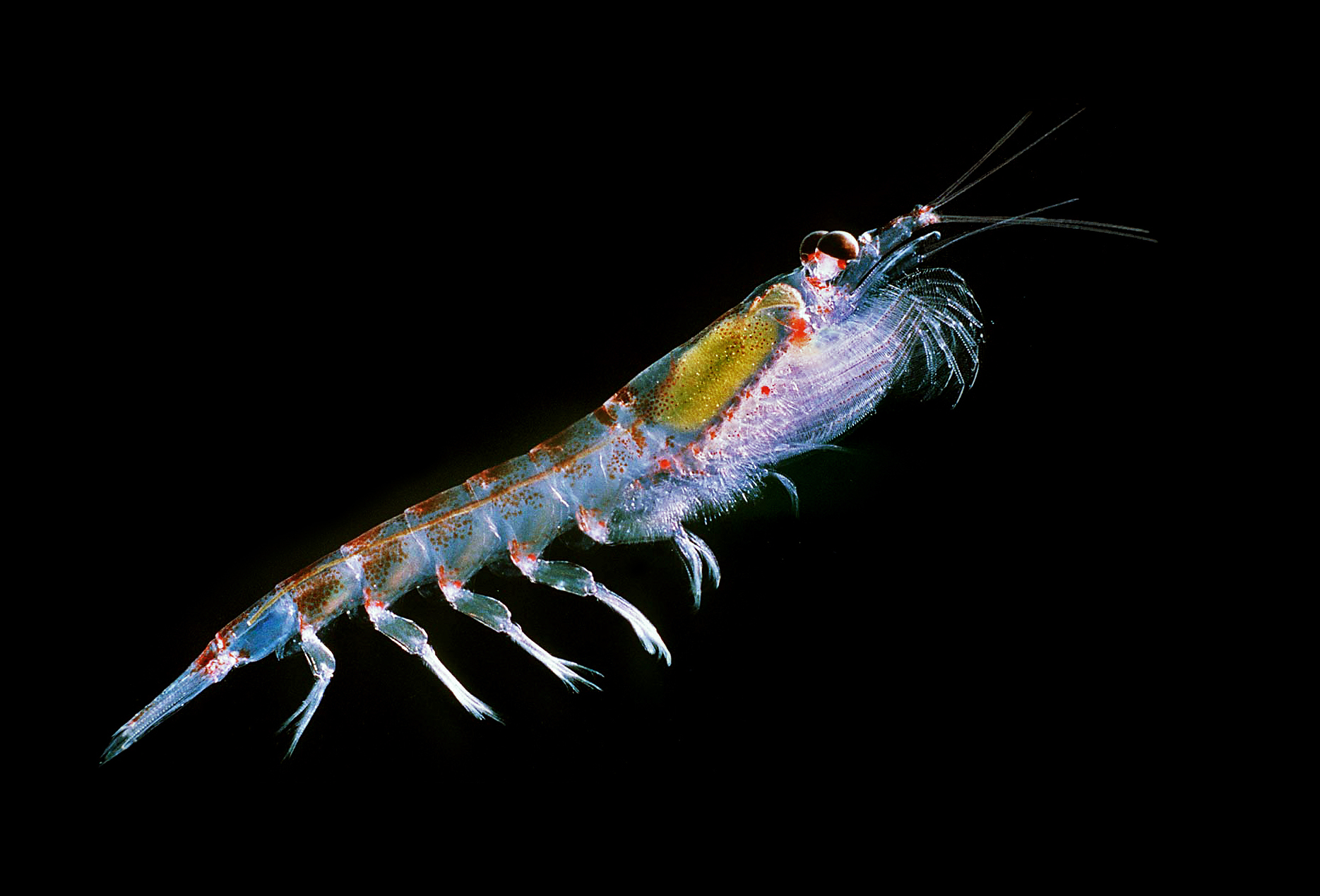
Le Krill antarctique (Euphasia superba).

Presque toutes les espèces de l'Antarctique sont marines ; en 2015, 8 354 espèces avaient été découvertes en Antarctique et taxonomiquement acceptées ; parmi ces espèces, seules 57 n'étaient pas marines. L'Antarctique pourrait compter jusqu'à 17 000 espèces bien que 90 % de l'océan autour de l'Antarctique ait une profondeur supérieure à 1 000 m, seuls 30 % des échantillons benthiques ont été prélevés à cette profondeur. Sur les plateaux continentaux de l'Antarctique, la biomasse de la zone benthique pourrait augmenter en raison du réchauffement de l'océan, ce qui profitera probablement le plus aux algues marines. Environ 12 % des espèces benthiques indigènes pourraient ne pas survivre à la concurrence et disparaître:2327. Ces estimations sont préliminaires ; les vulnérabilités de la plupart des espèces antarctiques n'ont pas encore été évaluées.
Contrairement à l'Arctique, les observations disponibles montrent que la production primaire marine (en) dans l'océan Austral a peu évolué:2327. Selon les estimations, une augmentation de la production primaire dans l'océan Austral pourrait se produire après 2100 ; cette augmentation empêcherait de nombreux nutriments de se déplacer vers d'autres océans, ce qui entraînerait une diminution de la production ailleurs:2329. Certaines communautés microbiennes semblent avoir été affectées par l'acidification des océans et il y a un risque que l'acidification future menace les œufs de ptéropodes, un type de zooplancton:2327.
Le Krill antarctique est une espèce clé dans le réseau alimentaire de l'Antarctique ; il se nourrit de phytoplancton et constitue la principale nourriture des poissons et des manchots. Le krill est susceptible d'abandonner les zones qui se réchauffent le plus rapidement, telles que la mer de Weddell, tandis que les poissons des glaces pourraient trouver les eaux du plateau autour des îles de l'Antarctique inadaptées:2327. On sait que les changements ou les déclins du nombre de krill et de copépodes empêchent le rétablissement du nombre de Mysticeti après les déclins causés par la chasse à la baleine historique. Sans une inversion de la hausse des températures, les mysticètes seront probablement obligées d'adapter leurs schémas migratoires ou de s'éteindre localement. On s'attend à ce que de nombreuses autres espèces marines se déplacent dans les eaux de l'Antarctique à mesure que les océans continuent à se réchauffer, forçant les espèces indigènes à leur faire concurrence. Certaines recherches indiquent qu'avec un réchauffement de 3 °C, la diversité des espèces de l'Antarctique diminuerait de près de 17 % et la zone climatiquement appropriée se réduirait de 50 %.

### Les manchots

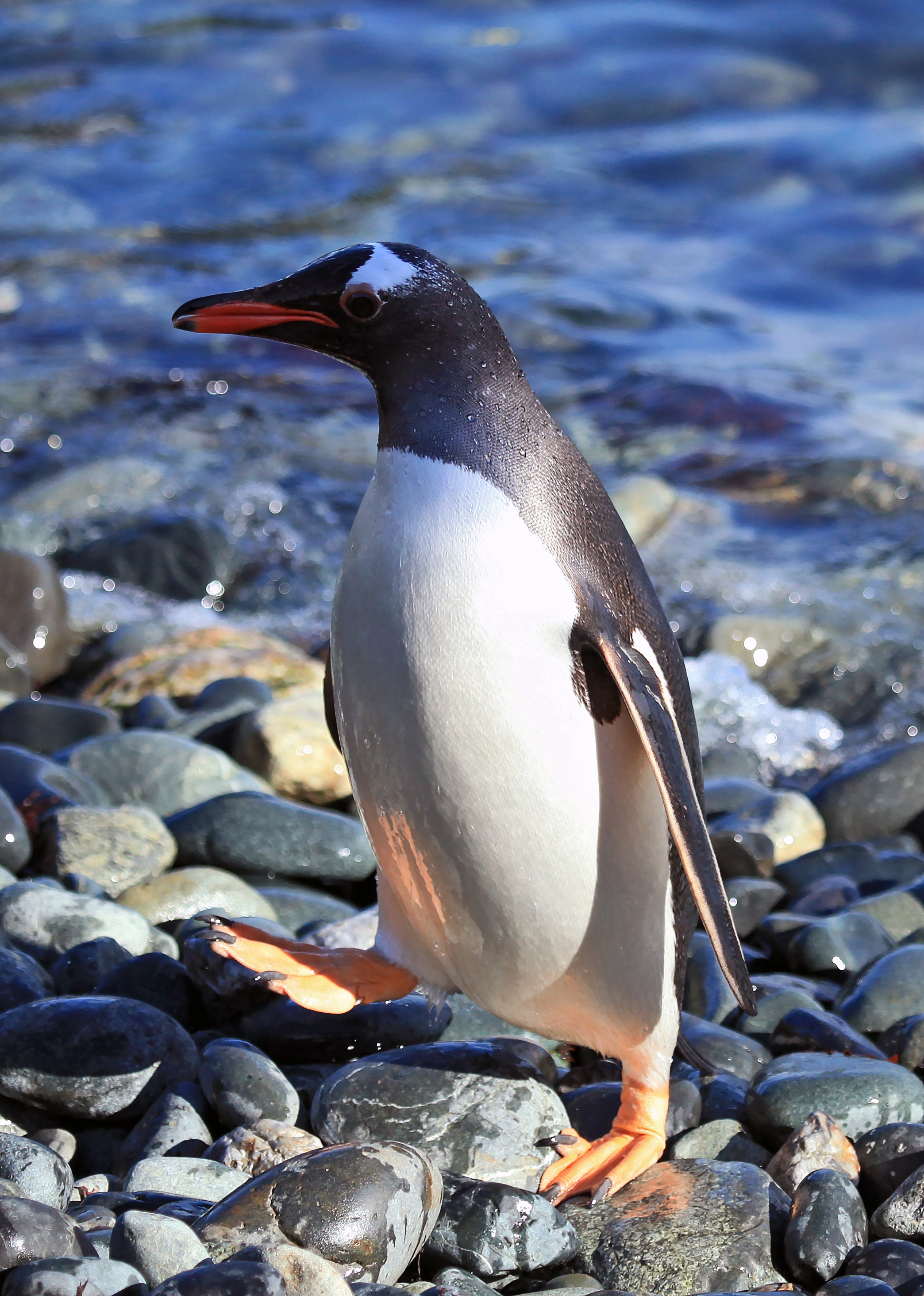
Manchot papou (Pygoscelis papua) en Géorgie du Sud.

Les manchots sont l'espèce la plus élevée dans le réseau trophique marin de l'Antarctique et sont déjà fortement affectés par le changement climatique. Le nombre de manchots Adélie, de manchots à jugulaire, de manchots empereurs et de manchots royaux a déjà diminué, tandis que le nombre de manchots papou a augmenté:2327. Les manchots papou, qui ne tolèrent pas la glace et utilisent des mousses comme matériau de nidification, ont pu se répandre dans des territoires auparavant inaccessibles et augmenter considérablement leur nombre. Les espèces de manchots vulnérables peuvent réagir par l'acclimatation, l'adaptation ou le déplacement de l'aire de répartition. Le déplacement de l'aire de répartition par la dispersion conduit à la colonisation d'autres territoires, mais entraîne une extinction locale.

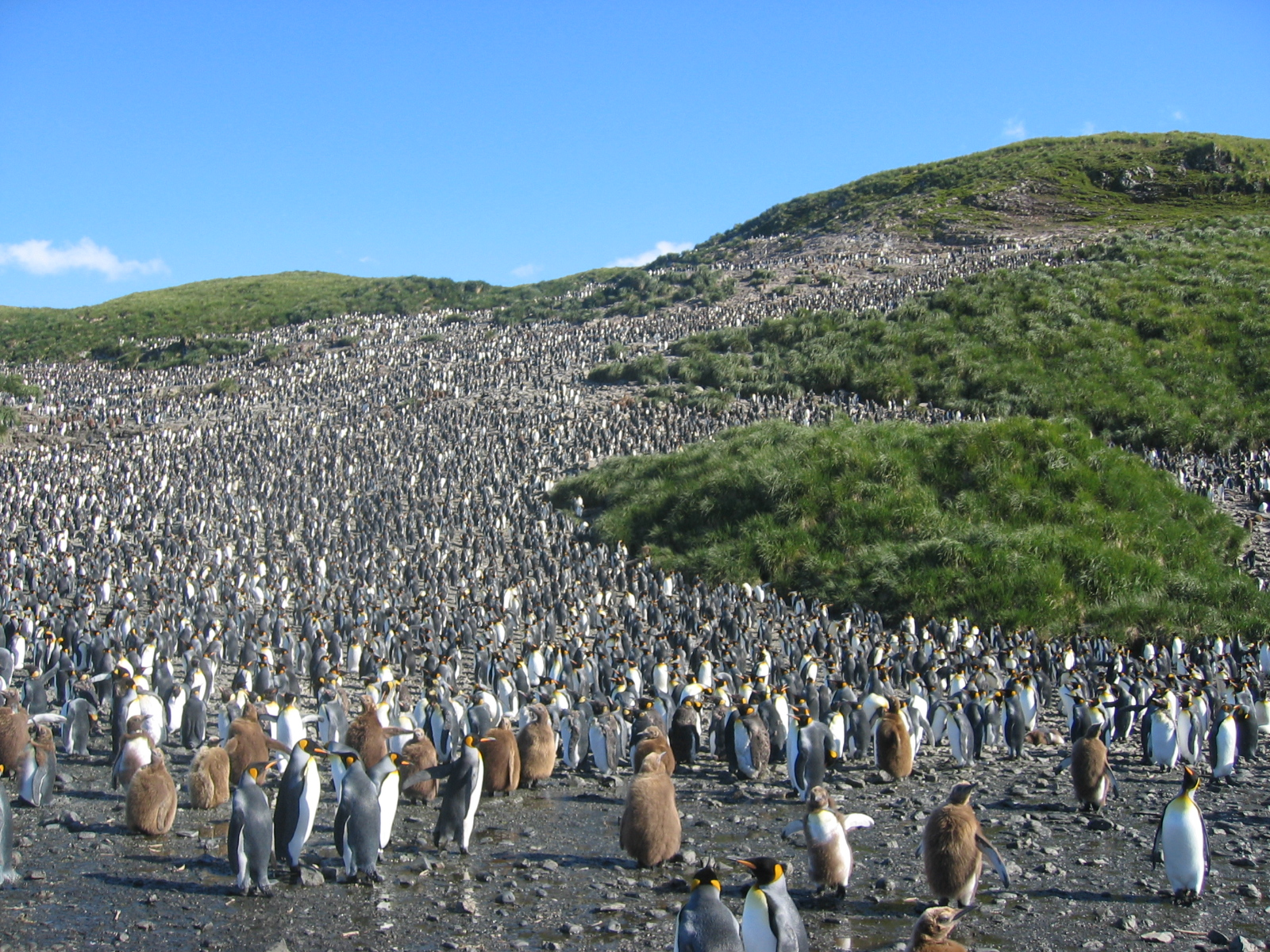
Les manchots royaux sont menacés par le changement climatique en Antarctique.

Le changement climatique est particulièrement menaçant pour les manchots. Dès 2008, il a été estimé que chaque augmentation de 0,26 °C de la température de l'océan Austral réduisait les populations de manchots royaux de 9 %. Dans le pire des scénarios de réchauffement, les manchots royaux perdront définitivement au moins deux de leurs huit sites de reproduction actuels, et 70 % de l'espèce (1,1 million de couples) devront se déplacer pour éviter l'extinction,. Les populations de manchots empereurs pourraient être exposées à un risque similaire ; en l'absence de mesures d'atténuation du changement climatique, 80 % des populations sont menacées d'extinction d'ici 2100. Avec la mise en place des objectifs de température de l'Accord de Paris, ce chiffre pourrait chuter à 31 % sous l'objectif de 2 °C (3,6 °F), et à 19 % sous l'objectif de 1,5 °C (2,7 °F).
Une étude sur 27 ans de la plus grande colonie de manchots de Magellan, publiée en 2014, a révélé que les conditions météorologiques extrêmes causées par le changement climatique tuent 7 % des poussins de manchots au cours d'une année moyenne, ce qui représente jusqu'à 50 % de tous les décès de poussins certaines années,. Depuis 1987, le nombre de couples reproducteurs dans la colonie a chuté de 24 %. Les manchots à jugulaire sont également en déclin, principalement en raison d'un déclin correspondant du krill antarctique. On estime que si les manchots Adélie conserveront une partie de leur habitat après 2099, un tiers des colonies le long de la péninsule antarctique occidentale — environ 20 % de l'espèce — seront en déclin d'ici 2060.

### Écosystèmes terrestres

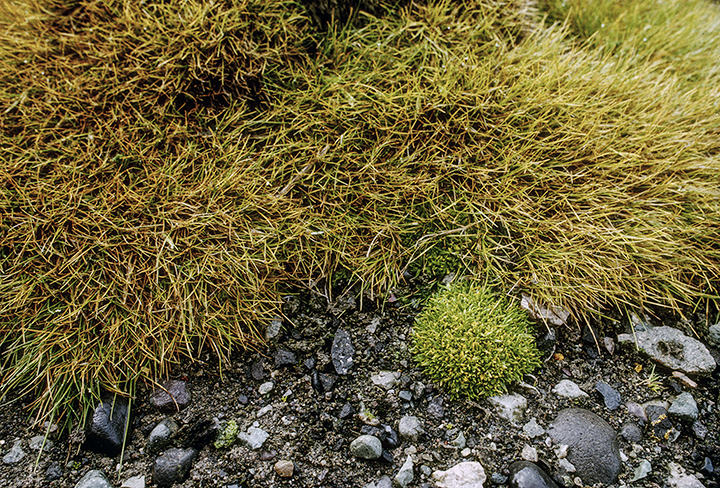
Deschampsia antarctica et Colobanthus quitensis.

Sur le continent antarctique, les plantes se trouvent principalement dans les zones côtières ; les plantes les plus communes sont les lichens, suivis par les mousses et les algues de glace (en). Dans la péninsule antarctique, les algues vertes des neiges ont une biomasse combinée d'environ 1 300 t. Lorsque les glaciers reculent, ils exposent des zones qui sont souvent colonisées par des espèces pionnières de lichens. La réduction des précipitations dans l'Antarctique de l'Est a fait passer de nombreuses mousses vertes au rouge ou au brun, car elles réagissent à la sécheresse. Schistidium antarctici (en) a diminué, tandis que les espèces tolérantes à la dessiccation, Bryum pseudotriquetrum et Ceratodon purpureus ont augmenté. Le trou dans la couche d'ozone en Antarctique a entraîné une augmentation du rayonnement UV-B, qui cause également des dommages observés aux cellules végétales et à la photosynthèse.
Les seules plantes vasculaires de l'Antarctique continental sont Deschampsia antarctica et Colobanthus quitensis, que l'on trouve dans la péninsule antarctique. L'augmentation des températures a stimulé la photosynthèse et permis à ces espèces d'accroître leur population et leur aire de répartition. D'autres espèces végétales sont de plus en plus susceptibles de se répandre en Antarctique à mesure que le climat continue de se réchauffer et que l'activité humaine sur le continent s'intensifie,,.

## Effets de l'activité humaine

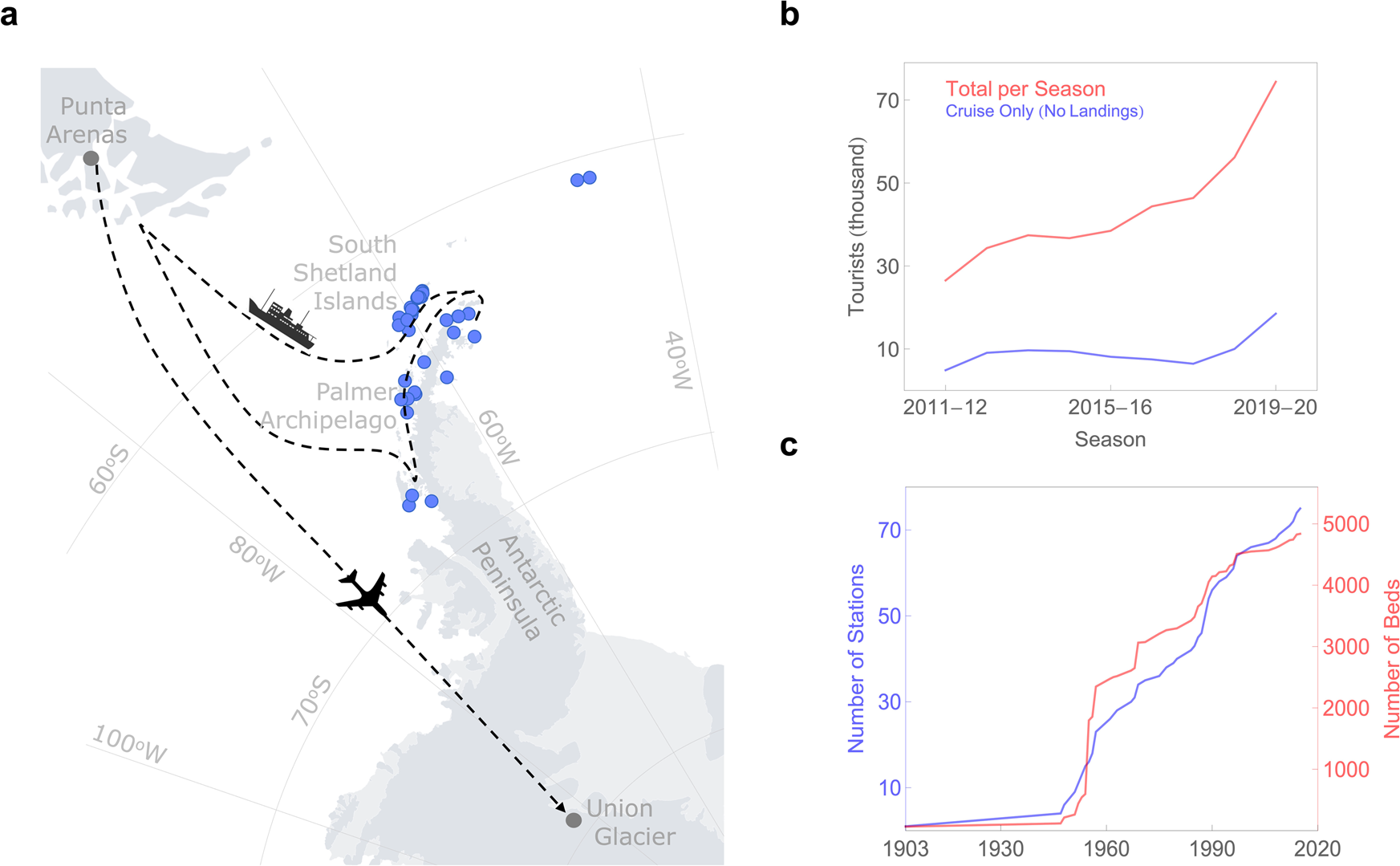
Le nombre de stations de recherche en Antarctique a considérablement augmenté depuis le début du XXe siècle, et le tourisme a connu une forte croissance au cours des années 2010.

Le tourisme en Antarctique a considérablement augmenté depuis 2020 ; 74 400 touristes y sont arrivés fin 2019 et début 2020,. Le développement de l'Antarctique à des fins industrielles, touristiques et d'augmentation des installations de recherche pourrait exercer une pression sur le continent et menacer son statut de terre majoritairement non occupée. Le tourisme réglementé en Antarctique permet une prise de conscience et encourage les investissements et le soutien public nécessaires à la préservation de l'environnement particulier de l'Antarctique. Une perte de glace sur terre et en mer pourrait réduire considérablement l'attractivité de l'Antarctique.
Les pouvoirs politiques peuvent accroître la résistance au changement climatique grâce à la protection des écosystèmes. Les navires qui naviguent dans les eaux antarctiques adhèrent au Code polaire international, qui comprend des réglementations et des mesures de sécurité telles que la formation et les évaluations opérationnelles, le contrôle des rejets d'hydrocarbures, l'élimination appropriée des eaux usées et la prévention de la pollution par des liquides toxiques. Les zones spécialement protégées de l'Antarctique (ZSPA) et les zones gérées spéciales de l'Antarctique (ZGSA) sont désignées par le Traité sur l'Antarctique pour protéger la flore et la faune. Les ZSPA et les ZGSA restreignent toutes deux l'accès, mais à des degrés différents, les ZSPA représentant le niveau de protection le plus élevé. La désignation des ZSPA a diminué de 84 % depuis les années 1980, malgré une augmentation rapide du tourisme, qui peut apporter des facteurs de stress supplémentaires à l'environnement naturel et aux écosystèmes. Pour atténuer le stress sur les écosystèmes de l'Antarctique causé par le changement climatique et l'augmentation rapide du tourisme, une grande partie de la communauté scientifique préconise une augmentation des zones protégées comme les ZSPA pour améliorer la résilience de l'Antarctique à la hausse des températures.